# Pavlikeni
Pavlikeni (Bulgaars: Павликени) is een plaats in de oblast Veliko Tarnovo in Bulgarije. De stad is de hoofdplaats van de gelijknamige gemeente Pavlikeni. De stad ligt op 41 kilometer afstand van de stad Veliko Tarnovo.

## Bevolking
Op 31 december 2019 telt de stad Pavlikeni 9.235 inwoners, waarvan 4.457 mannen en 4.778 vrouwen. Tussen de officiële volkstellingen van 1934 en 1985 is de bevolking van de stad Pavlikeni verdrievoudigd (zie: onderstaand tabel). Sinds de val van het communisme, en de daarmee samenhangende verslechterde economische situatie, kampt de regio met een intensieve bevolkingskrimp. Zo is het inwonersaantal in de gemeente Pavlikeni tussen de tellingen van 1985 en 2019 bijna gehalveerd.
| Jaar               | 1934   | 1946   | 1956   | 1965   | 1975   | 1985   | 1992   | 2001   | 2011   | 2019   |
| stad Pavlikeni     | 4 598  | 6 383  | 9 278  | 11 270 | 12 228 | 14 186 | 13 996 | 12 949 | 10 671 | 9 234  |
| gemeente Pavlikeni | 46 611 | 49 679 | 49 118 | 47 606 | 43 191 | 38 601 | 35 238 | 31 312 | 23 869 | 20 605 |

#### Religie
In de volkstelling van 1 februari 2011 was het invullen van een geloofsovertuiging optioneel. Van de 23.869 mensen die werden geregistreerd bij de volkstelling van 2011 kozen 4.841 personen (20%) ervoor om hun religieuze overtuiging niet te specificeren. De grootste religieuze denominatie is de Bulgaars-Orthodoxe Kerk (79%). Het overige deel van de bevolking is niet-religieus (8%) of heeft geen specifiek antwoord gegeven (7%). Ook de islam is vertegenwoordigd (6%), alsmede het katholicisme en protestantisme.
|                              | Aantal | Percentage (%) | Percentage (%) |
| 23869                        | Totaal | Respondenten   |                |
| ---------------------------- | ------ | -------------- | -------------- |
| Bulgaars-Orthodoxe Kerk      | 14940  | 62,59          | 78,52          |
| Katholieke Kerk in Bulgarije | 103    | 0,43           | 0,54           |
| Protestantisme               | 88     | 0,37           | 0,46           |
| Islam                        | 1081   | 4,53           | 5,68           |
| Overig                       | 31     | 0,13           | 0,16           |
| Onkerkelijk                  | 1473   | 6,17           | 7,74           |
| Geen antwoord                | 1312   | 5,50           | 6,90           |
| Onbekend                     | 4841   | 20,28          | -              |